# 백금
백금(白金, ←영어: Platinum 플래티넘[*]) 또는 플래티나(←영어: platina 플래티나[*], 일본어: プラチナ 푸라치나[*])는 화학 원소로 기호는 Pt(←라틴어: Platinum 플라티눔[*]), 원자 번호는 78이다. 무겁고, 가단성과 연성이 있는 귀금속으로, 전이 금속에 속한다. 니켈 광석이나 구리 광석, 또는 자연 금속 상태로 산출된다. 또한 백금은 훌륭한 촉매이다. 장신구나 실험 장비, 전기 콘센트, 의료 기기, 자동차 배출 가스 제어 장치 등에 사용된다. 백금은 가치가 아주 높은 금속이다. 내부식성, 내마모성이 우수하다. 클라크수 0.0000005(5×10-7)(제74위)이다. 2009년 10월 30일 기준 1온스당 백금의 가격은 1324달러($42.37/g)다.

## 화학적 성질
은백색의 귀금속으로 은보다 단단하고, 전성, 연성이 있다. 냉간가공도 할 수 있으나, 보통은 800∼1,000 °C로 가열하여 가공한다. 소량의 이리듐을 가하면 굳기는 뚜렷하게 증가하지만 전성은 떨어진다. 팽창률은 유리와 거의 같아서, 유리기구의 접합에 편리하다. 백금은 여러 가지 색다른 성질 때문에 귀하게 여겨진다. 백금은 금과 은 다음으로 쉽게 모양을 바꿀 수 있다. 즉 늘여서 가는 선으로 뽑을 수도 있고, 망치로 두들겨서 얇은 판을 만들 수도 있다.
공기 중의 산소나 황화합물과 거의 잘 결합하지 않기 때문에, 공기 중에 그냥 두어도 부식하거나 색이 변하지 않는다. 백금은 강한 산에도 녹지 않으며, 왕수라는 질산과 염산의 혼합물에 가장 잘 녹는다. 비소, 인, 규소와 잘 결합하며, 백금의 합금 중에는 이리듐, 니켈, 오스뮴, 팔라듐, 로듐, 루테늄과의 합금이 가장 널리 쓰인다. 원자번호는 78, 원자기호는 Pt, 원자질량은 195.078이다. 녹는점은 1768 °C, 끓는점은 3825 °C, 밀도는 실온에서 21.45g/cm3이다.
염화 수소나 질산 등을 섞으면 H2PtCl6가 된다. 분말 또는 백금해면으로서 촉매, 도량형원기, 백금저항온도계, 실험용 도가니, 열전기쌍, 전기접점재료, 발화전, 전극, 화학장치, 다이, 노즐, 치과재료, 장식용 등으로 사용된다. 다음은 백금이 왕수에 녹는 반응이다.
{\displaystyle {\rm {Pt+8HCl+2HNO_{3}\ \longrightarrow \ PtCl_{6}^{2-}+2NOCl+2H^{+}+4H_{2}O}}}

### 동위 원소
백금은 자연에서 6가지의 동위 원소(190Pt, 192Pt, 194Pt, 195Pt, 196Pt, and 198Pt)가 있다. 이 중 가장 안정적인 동위 원소는 자연에 존재하는 195Pt로, 자연에서 33.83%를 차지한다. 190Pt는 매우 적게 차지하며 그 양은 0.01%에 불과하다. 자연에 존재하는 동위 원소 중 불안정한 것은 190Pt이며, 붕괴할 때의 반감기는 65×1010 년이다. 198Pt는 알파 붕괴를 하고 반감기가 가장 길며 약 32×1013 년이다. 많은 양을 차지하고 안정적인 것은 질량수 195짜리이다. 백금의 동위 원소는 일반적으로 31가지로 질량수는 166에서 202까지 다양하다. 여기에 인공적으로 만들어진 동위 원소까지 합하면 37가지가 된다. 핵 이성질체 백금 동위 원소 중 가장 반감기가 짧은 것은 166Pt이며 반감기는 300 µs이다. 핵 이성질체 중 반감기가 가장 긴 것은 193Pt이며 반감기는 50 년이다. 모든 백금의 방사성 동위 원소는 베타 붕괴와 알파 붕괴를 한다. 188Pt, 191Pt, and 193Pt는 내부 전환을 하며. 190Pt와 198Pt는 이중 베타 붕괴를 한다.

### 화학적 반응성
공기나 수분 등에는 매우 안정하여 고온으로 가열해도 변하지 않고, 산·알칼리에 강하여 내식성이 크다. 다만 왕수에는 서서히 녹고, 가성알칼리와 함께 고온으로 가열하면 침식된다. 플루오린, 염소, 황, 셀레늄 등과 가열하면 반응한다. 또, 고온에서는 탄소를 흡수하고 냉각하면 이것을 방출하는데, 이때 백금의 표면이 물러지므로, 석탄, 코크스 또는 탄소가 많은 환원불꽃 등으로 가열하는 것은 피하는 것이 좋다.
비소, 안티모니, 비스무트, 주석, 납 등과는 녹는점이 백금보다 훨씬 낮은 합금을 만든다. 미세한 분말로 한 백금은 그 부피의 100배 이상의 수소를 흡수하며, 적열한 백금은 수소를 흡수하여 투과시킨다. 또 산소, 헬륨 등도 흡수하는데, 흡수된 수소나 산소는 활성화되므로 산화환원의 촉매로서 중요하다.

## 화학적 화합물
백금의 산화 상태는 보통 +2나 +4이다. 산화 상태 +1, 산화 상태 +3 은 그 비율이 매우 적다. 백금(II)는 정방정계결정 구조를 띠고 있다. 백금은 다른 기체와 함께 산이 되면 육클로로백금산 ("H2PtCl6", (H3O)2PtCl6·nH2O )가 된다.
{\displaystyle {\rm {Pt+4HNO_{3}+6HCl\ \longrightarrow \ H_{2}PtCl_{6}+4NO_{2}+4H_{2}O}}}
백금의 화합물은 이 외에도 다양하다. 아연 화합물의 경우, 평평하여 거울처럼 생겼으며, 광택이 난다.
백금은 염화 암모늄과 반응을 하여 육클로로백금산암모늄을 만든다. 백금의 암모늄 화합물은 불용성을 띤다. 이것을 가열하면 수소는 기체가 되어 날아가서 다시 순수한 백금으로 돌아가게 된다. 백금은 몇 번이고 재활용이 가능하다. 헥사클로로백금산칼륨은 역시 불용성이며, 여기서 칼륨은 칼륨 이온으로 양이온화가 된다.
헥시클로로백금산의 경우에는 백금이 염화 백금(IV) 또는 염화 백금(II)의 원소 형태를 띤다. 이 반응은 다음의 식과 같다.
{\displaystyle {\rm {(H_{3}O)_{2}PtCl_{6}\cdot nH_{2}O\ \longrightarrow \ PtCl_{4}+2HCl+(n+2)H_{2}O}}}
{\displaystyle {\rm {PtCl_{4}\longrightarrow \ PtCl_{2}+Cl_{2}}}}
{\displaystyle {\rm {PtCl_{2}\longrightarrow \ Pt+Cl_{2}}}}
백금(II)와 백금(IV), 육플루오린화백금은 산화 상태가 높다.
산화 백금의 화학식은 PtO2이며, 이 형태의 산화 백금은 다른 산과 결합이 가능하다. 다음은 그 반응이다.
{\displaystyle {\rm {2Pt^{2+}+Pt^{4+}+4O^{2-}\ \longrightarrow \ Pt_{3}O_{4}}}}
백금으로는 항암제를 만들기도 하는데 백금으로 만든 항암제에는 두 가지가 있다. 하나는 시스플라틴으로 고환 종양에 효과가 있다. 분자식은 H6Cl2N2Pt이다.
또 하나는 카보플라틴으로 분자식은 C6H14N2O4Pt이다. 카보플라틴은 선플라의 유도체이기도 하다.

육클로로백금산 이온
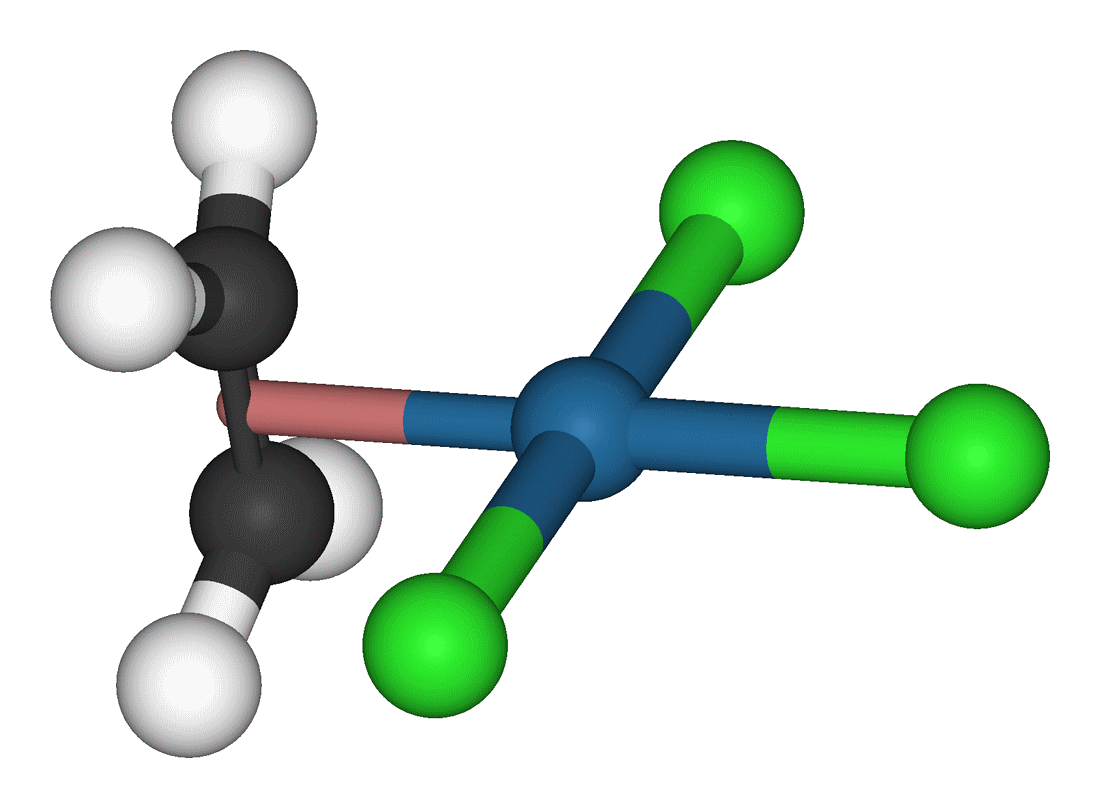
지세의 염
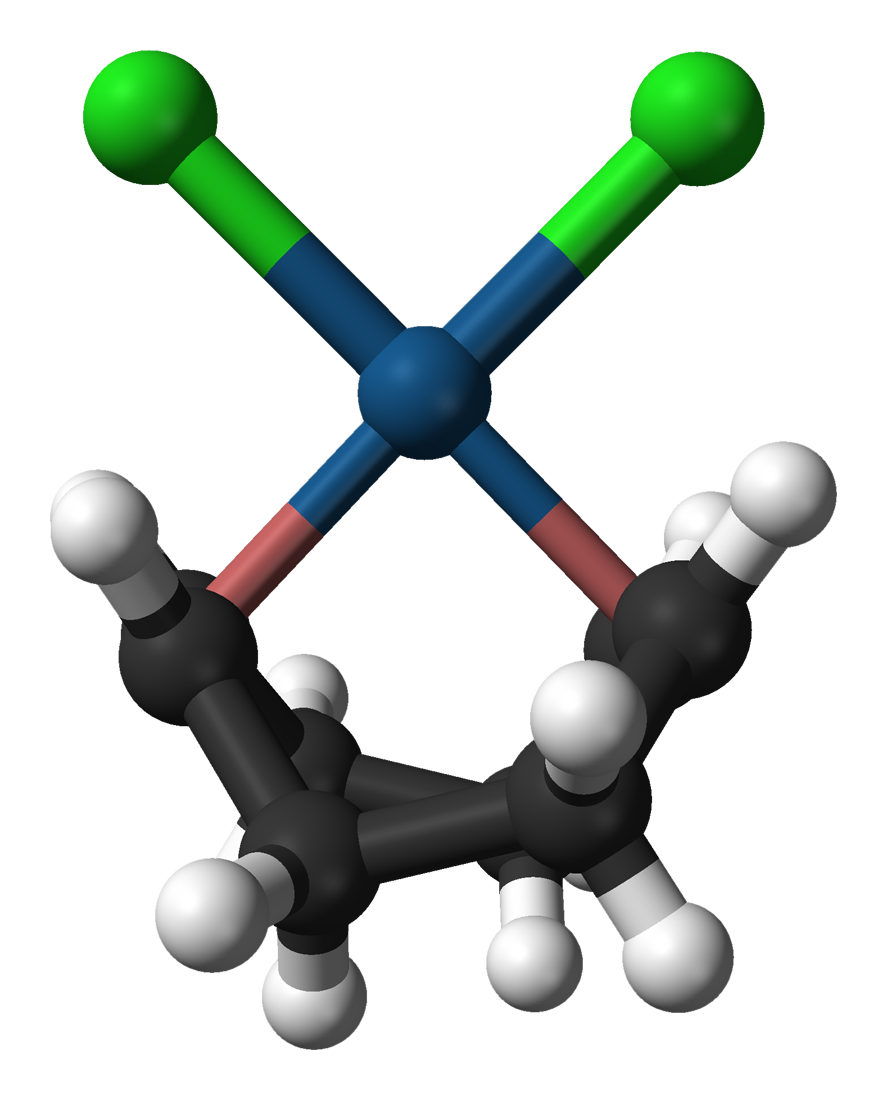
백금(II) 화합물 이온
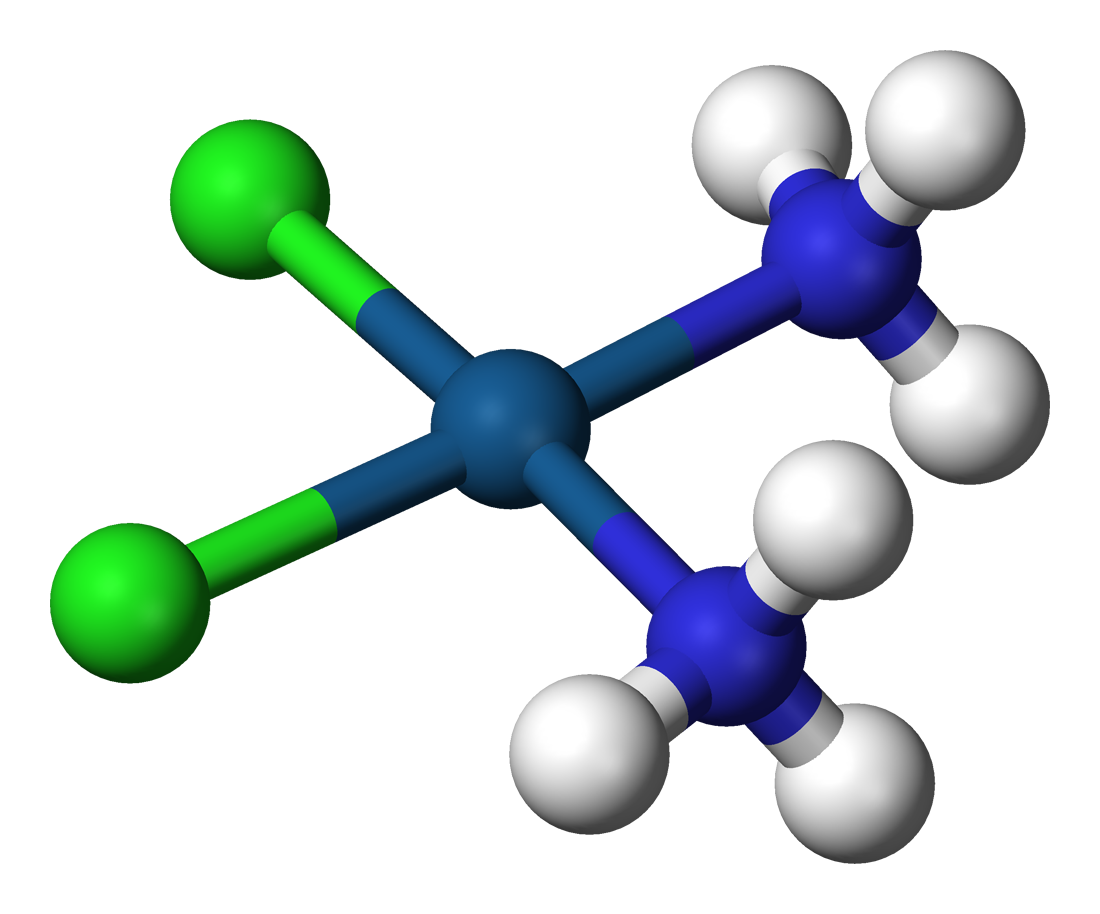
시스플라틴

## 백금의 산출

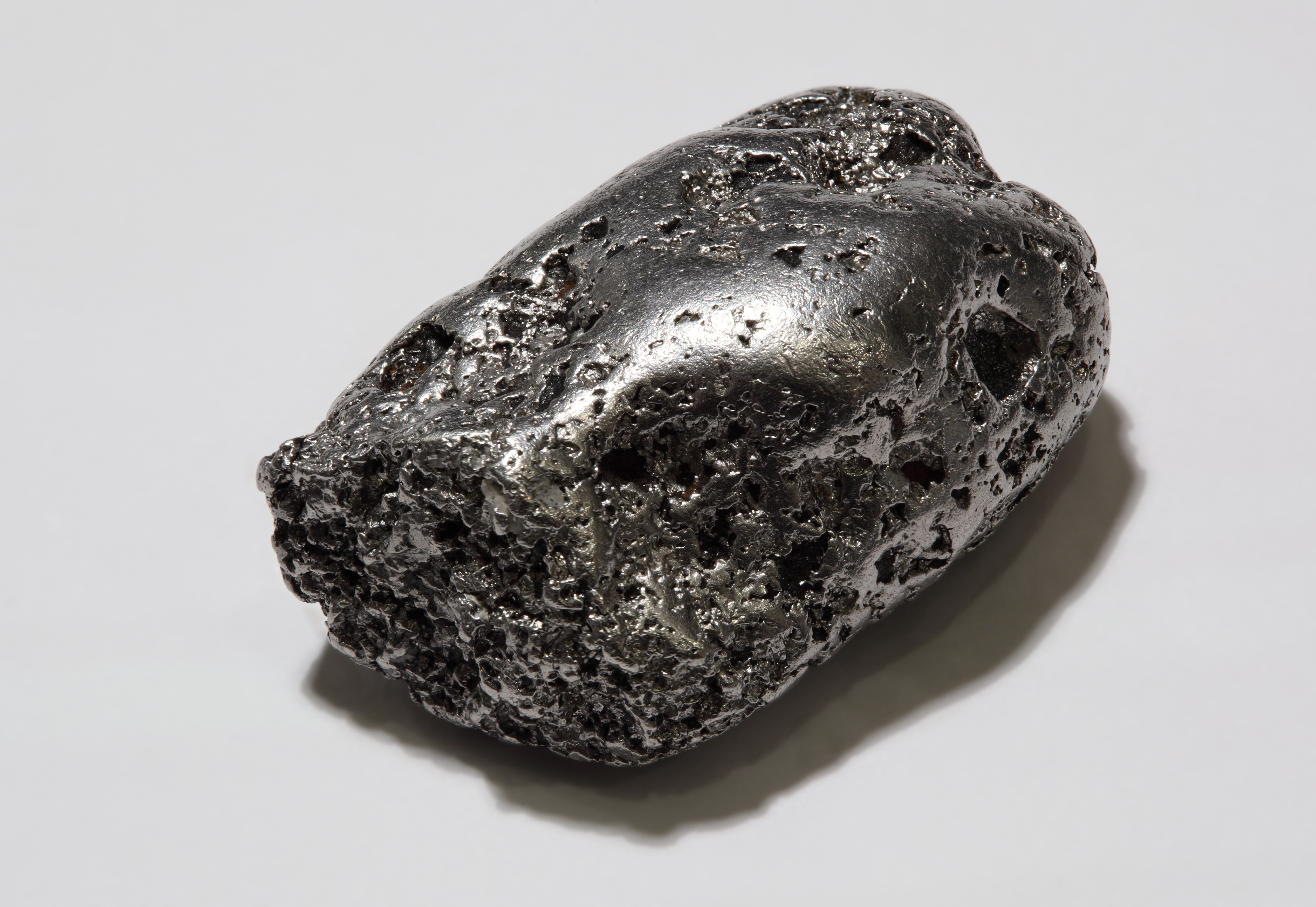
천연 백금 덩어리.

흔히 사력 속에 알갱이 또는 모래 모양으로 산출되므로, 이것을 선광하여 백금광으로 한다. 이것은 왕수에 녹여서 클로로백금산을 만들고, 염화암모늄을 가해서 침전시켜 다른 금속과 분리한다. 이렇게 해서 얻은 클로로백금산암모늄((NH4)2PtCl6)를 700∼800 °C로 가열하면 해면 모양으로 된 검은 색의 백금해면을 얻는다.
(NH4)2PtCl6 → Pt＋2NH4Cl＋2Cl2
이 백금해면을 융해 또는 단조하여 백금 덩어리를 얻는데, 보통 석회 도가니 속에서 산수소불꽃 등의 직접가열에 의해 융해한다. 유리상태 또는 다른 동족원소와의 합금으로서 산출되며, 러시아의 우랄지방, 남아프리카, 콜롬비아, 캐나다 등이 주산지이다. 순도는 75∼85%이고, 불순물은 다른 백금족원소이다. 한국에서는 주로 구리를 전기제련할 때 부산물로서 얻는다.

## 용도

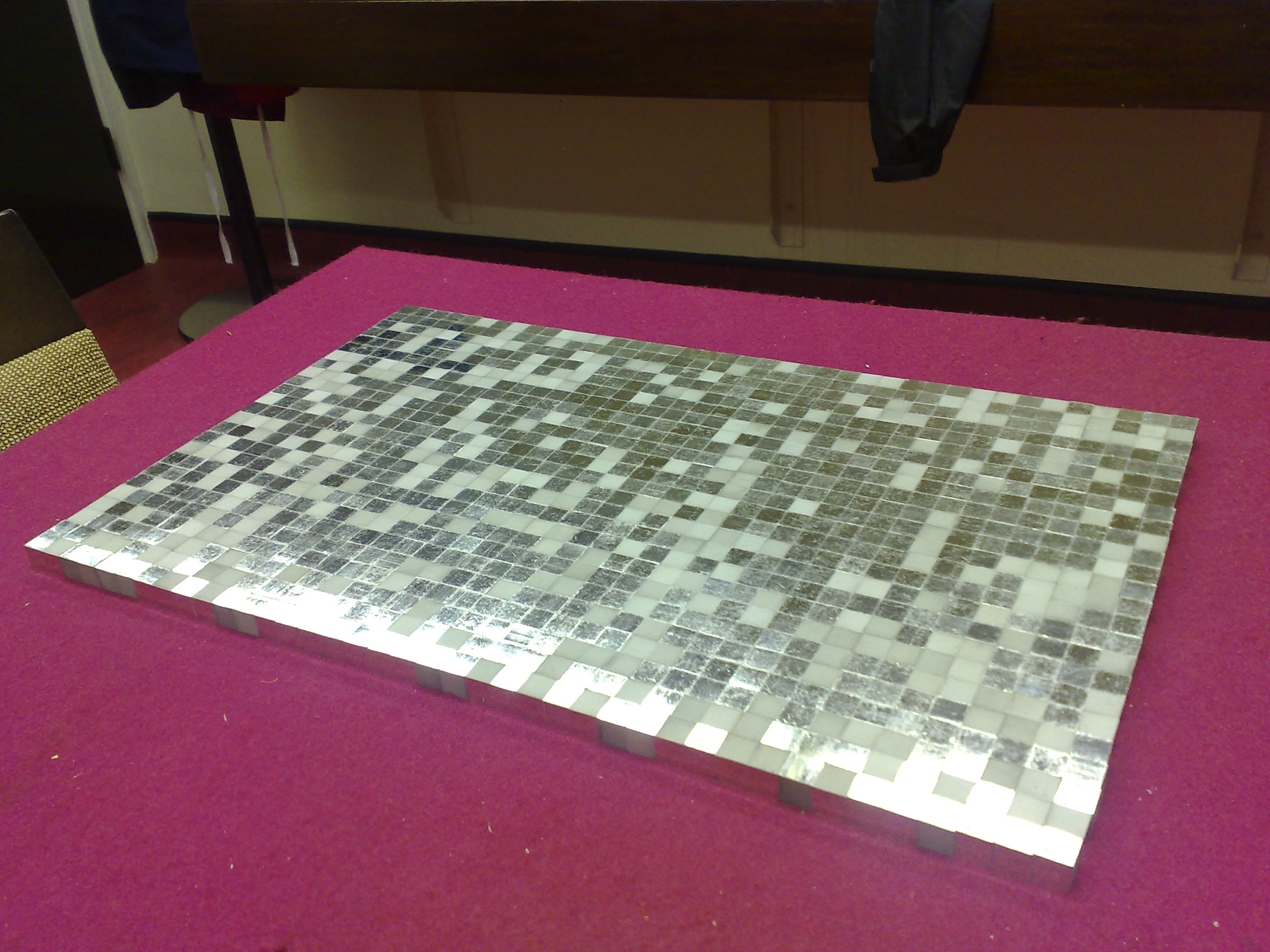
순도 99.9% 백금 1리터.

실험실에서 종종 백금으로 된 용기를 쓰는 것은, 백금이 열에 잘 견디고 다른 화학물질에 부식되지 않기 때문이다. 백금은 촉매로도 많이 쓰이는데, 촉매는 화학반응에서 자신은 변하지 않으면서 화학반응의 속도를 빠르게 해주는 물질이다. 1820년대에 독일의 화학자인 되베라이너는 탄화수소 기체가 백금에 닿으면 더 빨리 산화되는 것을 보고, 이때 백금이 촉매로 작용한다는 것을 발견했다. 백금은 자동차에서 나오는 해로운 오염 물질을 무해한 화합물로 바꾸므로, 자동차의 배기가스를 조절하는 촉매변환기에 쓰인다.

### 산업에서의 백금
석유산업에서는 옥탄가(가솔린의 연소율을 나타내는 지수)가 높은 가솔린을 만들 때 쓰인다. 또한 아세트산, 질산과 같은 여러 가지 화학물질을 만들 때에도 백금을 촉매로 이용한다. 유리산업에서는 백금으로 유리섬유를 만드는 주조용 틀을 만든다. 백금은 값비싼 장신구를 만드는 데에도 널리 쓰이는데, 그 이유는 백금의 내부식성, 강도, 굳기, 색깔 등이 보석을 끼우기에 좋기 때문이다. 또한 백금은 최고급 수술 도구의 재료로도 쓰인다.
백금과 이리듐의 합금은 무게나 여러 가지 측정의 표준이 되는 기기, 전기장비의 접촉부품, 만년필의 펜촉 등을 만드는 데 쓰인다. 백금의 염은 사진을 인화하는 데 쓰이고, 백금화합물 중에는 암 치료에 쓰이는 것도 있다.

## 역사

은과 금의 상징을 합쳐 백금의 연금술 상징(위)이 만들어졌다.

백금은 자연에서 다양한 강의 충적토에서 산출된다. 고대인들이 사용한 증거가 소수 존재한다. 오늘날의 에스메랄다스 근처에 살던 콜럼버스 이전의 미국 사람들은 백금을 백금 합금 공예품을 만드는 데에 사용했다.
유럽의 문헌에서는 1557년, 이탈리아인 고전학자 율리우스 카이사르 스칼리게르의 저서에 처음으로 백금이 언급되어 있다. 그 저서에 백금은 "어떠한 불이나 스페인의 재주로도 아직 녹일 수 없다." 라며 다리엔과 멕시코 사이에서 발견되는 불활성의 금속이라고 묘사되어 있다.
1741년, 영국 야금가 찰스 우드는 자메이카에서 미국의 백금 표본 여럿을 발견하여 자세한 조사를 위해 윌리엄 브라운리그에게 보냈다.

## 같이 보기
- 백금족 원소